# Nati il 10 settembre

## IX secolo(1)
- 877 - Eutichio di Alessandria, arcivescovo egiziano († 940)

## X secolo(1)
- 920 - Luigi IV di Francia, re franco († 954)

## XIV secolo(2)
- 1349 - Nicola da Forca Palena, religioso italiano († 1449)
- 1385 - Lê Lợi, imperatore e generale vietnamita († 1433)

## XV secolo(8)
- 1445 - Bianca de' Medici, nobildonna italiana († 1505)
- 1447 - Paolo da San Leocadio, pittore italiano
- 1451 - Giovanni Giacomo Schiaffinato, cardinale e vescovo cattolico italiano († 1497)
- 1467 - Girolamo Amaseo, umanista italiano († 1517)
- 1471 - Raffaele de' Pazzi, condottiero italiano († 1512)
- 1472 - Niccolò di Piero Capponi, politico italiano († 1529)
- 1487 - Papa Giulio III, papa, vescovo cattolico e cardinale italiano († 1555)
- 1497 - Shimazu Tadataka, militare giapponese († 1519)

## XVI secolo(6)
- 1547 - Giorgio I d'Assia-Darmstadt († 1596)
- 1550 - Alonso Pérez de Guzmán y Sotomayor, ammiraglio spagnolo († 1615)
- 1552 - Miklós Pálffy, militare ungherese († 1600)
- 1561 - Hernando Arias de Saavedra, militare e politico spagnolo († 1634)
- 1565 - Niccolò Longobardi, gesuita italiano († 1654)
- 1588 - Nicholas Lanier, cantore, liutista e compositore inglese († 1666)

## XVII secolo(15)
- 1603 - Henri Valois, filologo e storico francese († 1676)
- 1610 - Georg Marcgrave, astronomo, naturalista e cartografo tedesco († 1644)
- 1619 - Jacob Hustaert, politico olandese († 1665)
- 1623 - Carpoforo Tencalla, pittore svizzero († 1685)
- 1624 - Thomas Sydenham, medico inglese († 1689)
- 1638 - Maria Teresa d'Asburgo, sovrana spagnola († 1683)
- 1645 - Ferdinando Nuzzi, cardinale e arcivescovo cattolico italiano († 1717)
- 1649 - Bernardo I di Sassonia-Meiningen, nobile († 1706)
- 1653 - Domenico Sabbatino, vescovo cattolico e teologo italiano († 1721)
- 1655 - Caspar Bartholin il Giovane, anatomista danese († 1738)
- 1657 - Tommaso d'Aquino, vescovo cattolico italiano († 1732)
- 1659 - Henry Purcell, compositore inglese († 1695)
- 1670 - Samuele Marzorati, presbitero italiano († 1716)
- 1670 - Raffaele Cosimo de' Girolami, cardinale e arcivescovo cattolico italiano († 1748)
- 1697 - Johann Wilhelm Edmund von Sinzendorf-Neuburg, nobile e politico austriaco († 1766)

## XVIII secolo(46)
- 1705 - Andrea Sciortino, missionario italiano († 1772)
- 1708 - Antioch Dmitrievič Kantemir, scrittore, poeta e traduttore russo († 1744)
- 1710 - Adam Gottlob Moltke, diplomatico danese († 1792)
- 1713 - Gowin Knight, fisico britannico († 1772)
- 1713 - John Turberville Needham, biologo e presbitero inglese († 1781)
- 1714 - Gottlieb Friedrich Bach, pittore e organista tedesco († 1785)
- 1714 - Mario Compagnoni Marefoschi, cardinale e letterato italiano († 1780)
- 1714 - Niccolò Jommelli, compositore italiano († 1774)
- 1720 - Charles Juste de Beauvau-Craon, nobile e generale francese († 1793)
- 1721 - Peyton Randolph, politico statunitense († 1775)
- 1722 - Paul Chevallier, teologo olandese († 1796)
- 1725 - Luigi Carlo di Lorena, principe di Lambesc, nobile francese († 1761)
- 1743 - Francesco Maria d'Este, vescovo cattolico italiano († 1821)
- 1743 - Anne Emmanuel de Croÿ, nobile († 1803)
- 1745 - Giambattista Canal, pittore italiano († 1825)
- 1746 - Gottlob Christian Storr, teologo tedesco († 1805)
- 1747 - Niccolò Andria, medico e filosofo italiano († 1814)
- 1751 - Bartolomeo Campagnoli, violinista e compositore italiano († 1827)
- 1753 - John Soane, architetto inglese († 1837)
- 1755 - Bertrand Barère, politico e rivoluzionario francese († 1841)
- 1756 - Giuseppe Lucchini, architetto svizzero († 1829)
- 1759 - Lemuel Cook, militare statunitense († 1866)
- 1759 - George Herbert, XI conte di Pembroke, nobile, politico e generale britannico († 1827)
- 1762 - Pierre-François-Léonard Fontaine, architetto francese († 1853)
- 1762 - Carlo Ludovico I di Hohenlohe-Langenburg, nobile tedesco († 1825)
- 1763 - Giuseppe Grimaldi, principe francese († 1816)
- 1766 - Antonio Maghella, politico italiano († 1850)
- 1775 - Giovanni Antonio Grassi, gesuita italiano († 1849)
- 1775 - Nicolás Herrera, politico e giurista uruguaiano († 1833)
- 1775 - Giovanni Pietro Aurelio Mutti, patriarca cattolico italiano († 1857)
- 1779 - Alexandre Piccinni, compositore francese († 1850)
- 1779 - Marija Vasil'evna Vasil'čikova, nobildonna russa († 1844)
- 1786 - Nicolás Bravo, politico messicano († 1854)
- 1786 - John Jordan Crittenden, politico statunitense († 1863)
- 1787 - Aspreno I Colonna, principe e politico italiano († 1847)
- 1788 - Jacques Boucher de Crèvecœur de Perthes, geologo, archeologo e antiquario francese († 1868)
- 1788 - Antonio Profumo, politico e mercante italiano († 1852)
- 1791 - Sarah Bowdich Lee, illustratrice, zoologa e botanica inglese († 1856)
- 1793 - Harriet Arbuthnot, scrittrice britannica († 1834)
- 1794 - François Benoist, organista e compositore francese († 1878)
- 1797 - Franz Krüger, pittore e litografo tedesco († 1857)
- 1797 - Carl Gustav Mosander, chimico e mineralogista svedese († 1858)
- 1797 - Piotr Wysocki, militare polacco († 1875)
- 1798 - Antonio Mathieu, politico italiano († 1870)
- 1799 - Friedrich August von Ammon, oculista e chirurgo tedesco († 1861)
- 1799 - Wilhelm Baum, chirurgo tedesco († 1883)

## XIX secolo(150)
- 1801 - Carlo Persoglio, magistrato e politico italiano († 1860)
- 1803 - Giacinto Battaglia, drammaturgo italiano († 1861)
- 1803 - Craufurd Tait Ramage, scrittore e saggista scozzese († 1878)
- 1803 - Alphonse Royer, librettista, scrittore e giornalista francese († 1875)
- 1804 - Karl Rudolf Brommy, ammiraglio tedesco († 1860)
- 1805 - Guillaume Geefs, scultore belga († 1883)
- 1807 - Friedrich Gauermann, pittore austriaco († 1862)
- 1809 - Thomas Campbell Eyton, naturalista inglese († 1880)
- 1815 - Giulio Cesare Fangarezzi, avvocato, giornalista e scrittore italiano († 1871)
- 1817 - Sikandar Begum, principe indiano († 1868)
- 1817 - Richard Spruce, botanico e esploratore britannico († 1893)
- 1819 - Giovanni Luigi Malvezzi de' Medici, politico, patriota e letterato italiano († 1892)
- 1823 - James O'Connor, vescovo cattolico e missionario irlandese († 1890)
- 1823 - Richard Temple-Nugent-Brydges-Chandos-Grenville, III duca di Buckingham e Chandos, nobile e politico britannico († 1889)
- 1825 - Maria Carolina d'Asburgo-Teschen, nobile († 1915)
- 1826 - Cesare Donati, scrittore e giornalista italiano († 1913)
- 1828 - William Mathews, alpinista inglese († 1901)
- 1831 - William A. Peffer, politico statunitense († 1912)
- 1833 - Achille Campo, patriota, militare e scacchista italiano († 1910)
- 1833 - Hans Heinrich XI von Hochberg, generale e imprenditore tedesco († 1907)
- 1833 - Henry Howard, XVIII conte di Suffolk, nobile e politico britannico († 1898)
- 1835 - Cristoforo Grisanti, presbitero italiano († 1911)
- 1835 - Michele Kerbaker, linguista e glottologo italiano († 1914)
- 1836 - Gaspare Matrona, avvocato e politico italiano († 1919)
- 1836 - Joseph Wheeler, politico e generale statunitense († 1906)
- 1839 - Stefano Elia Marchetti, patriota e militare italiano († 1863)
- 1839 - Charles Sanders Peirce, matematico, filosofo e semiologo statunitense († 1914)
- 1848 - James Aguet, imprenditore svizzero († 1932)
- 1849 - August von Froriep, anatomista tedesco († 1917)
- 1849 - Ignazio Giorgi, bibliotecario, paleografo e diplomatista italiano († 1924)
- 1849 - Karl Anton Eugen Prantl, botanico tedesco († 1893)
- 1850 - Giovan Battista Borsani, architetto italiano († 1906)
- 1850 - Carlo Panizzardi, prefetto e politico italiano († 1921)
- 1853 - Ferdinand Blumentritt, etnografo, educatore e scrittore austro-ungarico († 1913)
- 1854 - Augusto Battaglieri, avvocato e politico italiano († 1929)
- 1855 - Robert Koldewey, archeologo tedesco († 1925)
- 1855 - Albert Frederick Mummery, alpinista inglese († 1895)
- 1855 - Paul Wiesner, velista tedesco († 1930)
- 1856 - Thomas Jefferson, attore statunitense († 1932)
- 1857 - Alberto Agnetti, politico italiano († 1927)
- 1857 - Martha Matilda Harper, imprenditrice, economista e inventrice statunitense († 1950)
- 1857 - James Edward Keeler, astronomo statunitense († 1900)
- 1858 - Hugh J. Grant, politico statunitense († 1910)
- 1860 - Marianne von Werefkin, pittrice russa († 1938)
- 1861 - Paul François Grossetti, generale francese († 1918)
- 1861 - Emmanuel Louis Masqueray, architetto francese († 1917)
- 1862 - Hans von Flotow, diplomatico tedesco († 1935)
- 1862 - Frank Muller, astronomo statunitense († 1917)
- 1862 - Saffi di Perlis, sovrano malese († 1904)
- 1863 - Alfredo Baccelli, scrittore e politico italiano († 1955)
- 1863 - Charles Spearman, psicologo e statistico britannico († 1945)
- 1864 - Henri Fromageot, avvocato e giudice francese († 1949)
- 1866 - Jeppe Aakjær, giornalista e scrittore danese († 1930)
- 1866 - Francesco Coletti, economista e statistico italiano († 1940)
- 1867 - Aleksandr Širjaev, ballerino e animatore russo († 1941)
- 1868 - Albert Hahl, funzionario tedesco († 1945)
- 1870 - Hermann Geiger, farmacista e imprenditore svizzero († 1962)
- 1872 - Vladimir Klavdievič Arsen'ev, esploratore, naturalista e cartografo russo († 1930)
- 1872 - Ranjitsinhji Vibhoji, principe, crickettista e politico indiano († 1933)
- 1873 - Michel Giacobini, astronomo francese († 1938)
- 1875 - Clare Hoffman, politico statunitense († 1967)
- 1875 - Fritz Ludwig Neumeyer, imprenditore tedesco († 1935)
- 1876 - Francesco Boccadifuoco, politico italiano
- 1876 - Marguerite Delorme, pittrice francese († 1946)
- 1876 - Jane Keckley, attrice statunitense († 1963)
- 1876 - Gregory Mathews, ornitologo australiano († 1949)
- 1876 - Thaddeus McClain, lunghista, velocista e ostacolista statunitense († 1935)
- 1877 - Henri Denis, generale e politico belga († 1957)
- 1877 - Katherine Dreier, pittrice e mecenate statunitense († 1952)
- 1879 - Augusto Bissiri, inventore italiano († 1968)
- 1879 - Bruno Cicognani, scrittore e drammaturgo italiano († 1971)
- 1879 - Agostino Recalcati, calciatore italiano († 1935)
- 1880 - Georgia Douglas Johnson, poetessa, drammaturga e commediografa statunitense († 1966)
- 1880 - Cesare Manaresi, archivista, paleografo e diplomatista italiano († 1959)
- 1881 - Ahmad Ali Khan di Malerkotla, principe indiano († 1947)
- 1882 - Károly Huszár, politico ungherese († 1941)
- 1883 - Richard Tritschler, ginnasta e multiplista statunitense († 1954)
- 1883 - Jean-Louis Vaudoyer, storico dell'arte, scrittore e poeta francese († 1963)
- 1883 - Alessandro Del Torso, skeletonista e dirigente sportivo italiano († 1967)
- 1884 - Ildebrando Gamberini, ciclista su strada italiano († 1951)
- 1885 - Carmine Gallone, regista italiano († 1973)
- 1885 - Johannes de Jong, cardinale e arcivescovo cattolico olandese († 1955)
- 1885 - Dora Pejačević, compositrice croata († 1923)
- 1885 - Albert Shepherd, calciatore inglese († 1929)
- 1885 - Carl Van Doren, scrittore e critico letterario statunitense († 1950)
- 1886 - Hilda Doolittle, scrittrice e poetessa statunitense († 1961)
- 1886 - Jack Raymond, regista e attore britannico († 1953)
- 1886 - Otto Reuter, ingegnere aeronautico e imprenditore tedesco († 1922)
- 1887 - Henry Aubrey-Fletcher, scrittore e militare britannico († 1969)
- 1887 - Giovanni Gronchi, politico italiano († 1978)
- 1887 - Paul Johner, scacchista svizzero († 1938)
- 1887 - Nereo Petranich, ufficiale italiano († 1919)
- 1887 - Gustaf Rosenquist, ginnasta svedese († 1961)
- 1887 - Rudolf Schindler, architetto austriaco († 1953)
- 1888 - Israel Abramofsky, pittore russo († 1975)
- 1888 - Antonio Ambrosini, giurista italiano († 1983)
- 1888 - Béla Varga, lottatore ungherese († 1969)
- 1889 - François Amiot, teologo francese († 1971)
- 1889 - Ivar Böhling, lottatore finlandese († 1929)
- 1889 - Jerome Frank, giurista e filosofo statunitense († 1957)
- 1890 - Ichiya Kumagae, tennista giapponese († 1968)
- 1890 - Aleksandr Larikov, attore sovietico († 1960)
- 1890 - Elsa Schiaparelli, stilista e costumista italiana († 1973)
- 1890 - Franz Werfel, scrittore e drammaturgo austriaco († 1945)
- 1890 - Mortimer Wheeler, archeologo britannico († 1976)
- 1891 - Carl Burckhardt, diplomatico svizzero († 1974)
- 1891 - Simón Radowitzky, anarchico russo († 1956)
- 1892 - Raffaello Bettazzi, politico italiano († 1983)
- 1892 - Arthur Compton, fisico statunitense († 1962)
- 1892 - Walter Hunt Longton, militare e aviatore britannico († 1927)
- 1892 - Luigi Reverberi, generale italiano († 1954)
- 1893 - Juana Bormann, militare tedesca († 1945)
- 1893 - Maria de Jesus, supercentenaria portoghese († 2009)
- 1893 - Al St. John, attore statunitense († 1963)
- 1894 - Aleksandr Petrovič Dovženko, regista sovietico († 1956)
- 1894 - Amarro Fiamberti, psichiatra e calciatore italiano († 1970)
- 1894 - Charles A. Kell, militare statunitense († 1918)
- 1894 - Saverio Marra, fotografo italiano († 1978)
- 1894 - John Quincy Stewart, astrofisico statunitense († 1972)
- 1894 - Vincenzo Velardi, generale e aviatore italiano († 1965)
- 1895 - Augusto Agostini, generale e agronomo italiano († 1955)
- 1895 - Enrico Garau, carabiniere italiano († 1916)
- 1895 - Melville Jean Herskovits, antropologo e storico statunitense († 1963)
- 1895 - George Kelly, giocatore di baseball statunitense († 1984)
- 1896 - Adele Astaire, ballerina statunitense († 1981)
- 1896 - Luigi Ducci, politico italiano († 1988)
- 1896 - Vivian Edwards, attrice statunitense († 1949)
- 1896 - Ye Ting, generale cinese († 1946)
- 1897 - Georges Bataille, scrittore, antropologo e filosofo francese († 1962)
- 1897 - Marcel Buré, calciatore francese († 1958)
- 1897 - Hilde Hildebrand, attrice, cantante e ballerina tedesca († 1976)
- 1897 - Edith Jacobson, psicoanalista statunitense († 1982)
- 1897 - Otto Strasser, politico tedesco († 1974)
- 1898 - Franz Xaver Arnold, presbitero e teologo tedesco († 1969)
- 1898 - Isa Bluette, attrice teatrale e cantante italiana († 1939)
- 1898 - George Eldredge, attore statunitense († 1977)
- 1898 - Hans Globke, giurista tedesco († 1973)
- 1898 - Manfred Hausmann, scrittore, poeta e drammaturgo tedesco († 1986)
- 1898 - Bessie Love, attrice statunitense († 1986)
- 1898 - María Rosa Oliver, scrittrice e attivista argentina († 1977)
- 1898 - Massimo Piacentini, ingegnere e urbanista italiano († 1974)
- 1898 - Waldo Semon, inventore statunitense († 1999)
- 1898 - Franco Zampari, direttore teatrale, produttore teatrale e produttore cinematografico italiano († 1966)
- 1899 - Vera Nemčinova, ballerina russa († 1984)
- 1899 - Ada Rossi, partigiana, antifascista e insegnante italiana († 1993)
- 1899 - Amleto Tondini, presbitero e latinista italiano († 1969)
- 1899 - Ercole Vampa, calciatore italiano († 1965)
- 1900 - Franco Ferretti di Castelferretto, aviatore e politico italiano († 1952)
- 1900 - Orsino Orsini, giornalista e numismatico italiano († 1980)
- 1900 - Philip Van Doren Stern, scrittore, storico e editore statunitense († 1984)

## XX secolo(903)
- 1901 - Haakon Chevalier, scrittore e traduttore statunitense († 1985)
- 1901 - Ho Feng Shan, diplomatico cinese († 1997)
- 1901 - Raymond Kegeris, nuotatore statunitense († 1975)
- 1901 - Schlitzie, showman e attore statunitense († 1971)
- 1901 - Johann Tandler, calciatore austriaco
- 1901 - Ondino Viera, allenatore di calcio e calciatore uruguaiano († 1997)
- 1903 - Cyril Connolly, critico letterario e scrittore britannico († 1974)
- 1903 - Libero de Libero, poeta e critico d'arte italiano († 1981)
- 1903 - Uichirō Hatta, calciatore giapponese († 1989)
- 1903 - Eric Svensson, triplista e lunghista svedese († 1986)
- 1903 - Georges De Rham, matematico e alpinista svizzero († 1990)
- 1904 - Juan José Arévalo, politico guatemalteco († 1990)
- 1904 - Giuseppe Ciaffei, ufficiale e storico italiano († 1982)
- 1904 - Humberto Elgueta, calciatore cileno († 1976)
- 1904 - János Hajdú, schermidore ungherese († 1981)
- 1904 - Mario Palandri, calciatore italiano († 1951)
- 1904 - Max Shachtman, filosofo statunitense († 1972)
- 1904 - Renzo Videsott, ambientalista, veterinario e alpinista italiano († 1974)
- 1904 - Dionisio Weisz, calciatore e allenatore di calcio ungherese († 1992)
- 1905 - Ibrahim Biçakçiu, politico albanese († 1977)
- 1905 - William Clemens, regista e montatore statunitense († 1980)
- 1906 - Antonio Ayroldi, ufficiale e partigiano italiano († 1944)
- 1906 - Karl Wien, alpinista e geografo tedesco († 1937)
- 1907 - Tala Birell, attrice rumena († 1958)
- 1907 - Emilio Ceretti, giornalista, traduttore e critico cinematografico italiano († 1988)
- 1907 - Preston Holder, fotografo e archeologo statunitense († 1980)
- 1907 - Marian Konopiński, presbitero polacco († 1943)
- 1907 - Ilse Lichtenstädter, orientalista tedesca († 1991)
- 1907 - Silia Martini, cestista e atleta italiana
- 1907 - Song Shilun, generale cinese († 1991)
- 1907 - Sergej Ivanovič Splošnov, regista cinematografico sovietico († 1979)
- 1908 - Martin Benedikter, sinologo italiano († 1969)
- 1908 - Lamberto Ciavatta, pittore e scultore italiano († 1981)
- 1908 - Annie Ducaux, attrice francese († 1996)
- 1908 - Manlio Germozzi, sindacalista italiano († 1997)
- 1908 - Teodoro Pellegrino, italiano († 1985)
- 1908 - Raymond Scott, compositore, musicista e inventore statunitense († 1994)
- 1909 - Tránsito Amaguaña, attivista ecuadoriana († 2009)
- 1909 - Evelyne Hall, ostacolista statunitense († 1993)
- 1909 - Rudolph Matt, sciatore alpino austriaco († 1993)
- 1910 - Paul Aebi, calciatore svizzero
- 1910 - Franz Hengsbach, cardinale e vescovo cattolico tedesco († 1991)
- 1910 - Mario Tonali, calciatore italiano († 1998)
- 1911 - Ioan Cherteș, arcivescovo cattolico rumeno († 1992)
- 1911 - Renée Deneuve, attrice teatrale e doppiatrice francese († 2021)
- 1911 - Jaap van der Leck, allenatore di calcio olandese († 2000)
- 1911 - Nelly Omar, cantante e attrice argentina († 2013)
- 1911 - Nilo Piccoli, politico italiano († 1996)
- 1911 - Giuliana Segre, traduttrice, scrittrice e antifascista italiana († 2009)
- 1911 - Frithjof Ulleberg, calciatore norvegese († 1993)
- 1912 - Romolo Briglia, militare italiano († 1938)
- 1912 - Giovanni Cerbai, partigiano italiano († 1945)
- 1912 - Vittorio Marangone, politico italiano († 1990)
- 1912 - Ferruccio Ulivi, critico letterario e scrittore italiano († 2002)
- 1913 - Giovanni Durli, militare e aviatore italiano († 1943)
- 1913 - Basappa Danappa Jatti, politico indiano († 2002)
- 1913 - Heinrich Kling, militare tedesco († 1951)
- 1914 - Nicola Cilento, storico e medievista italiano († 1988)
- 1914 - Virginio Fasan, militare italiano († 1943)
- 1914 - Terence O'Neill, politico britannico († 1990)
- 1914 - Robert Wise, regista, montatore e produttore cinematografico statunitense († 2005)
- 1915 - Nunzio Cossu, poeta e scrittore italiano († 1971)
- 1915 - Glynn Downey, cestista e allenatore di pallacanestro statunitense († 1976)
- 1915 - Hasse Ekman, attore e regista svedese († 2004)
- 1915 - Joachim Helbig, militare e aviatore tedesco († 1985)
- 1915 - Leroy Nash, criminale statunitense († 2010)
- 1915 - Edmond O'Brien, attore statunitense († 1985)
- 1916 - Joseph Lê Văn Ấn, vescovo cattolico vietnamita († 1974)
- 1917 - Paolo Barile, giurista, politico e avvocato italiano († 2000)
- 1917 - Salvatore Bruno, politico italiano († 1963)
- 1917 - Franco Fortini, poeta, saggista e critico letterario italiano († 1994)
- 1917 - Eric Fright, calciatore inglese († 1995)
- 1917 - Masahiko Kimura, judoka e wrestler giapponese († 1993)
- 1917 - Allan Kwartler, schermidore statunitense († 1998)
- 1917 - Miguel Serrano, esoterista, scrittore e diplomatico cileno († 2009)
- 1918 - Franz Immig, calciatore tedesco († 1955)
- 1918 - Ed Lewinski, cestista statunitense († 1962)
- 1918 - Francis Rowinski, vescovo vetero-cattolico polacco († 1990)
- 1918 - Nick Shaback, cestista statunitense († 2010)
- 1919 - Luigi Bonavoglia, ingegnere italiano († 2005)
- 1919 - Jim Glass, cestista statunitense († 1972)
- 1919 - John Haddon Leith, teologo e pastore protestante statunitense († 2002)
- 1919 - Rosser Reeves, pubblicitario statunitense († 1984)
- 1919 - Ladislav Slovák, direttore d'orchestra slovacco († 1999)
- 1920 - Araldo Caprili, calciatore italiano († 1982)
- 1920 - Giuseppe Carissimi, calciatore italiano († 1999)
- 1920 - Carmelo Colletti, mafioso italiano († 1983)
- 1920 - Calyampudi Radhakrishna Rao, statistico e matematico indiano († 2023)
- 1920 - Fabio Taglioni, ingegnere italiano († 2001)
- 1921 - Alfred Bengsch, cardinale e arcivescovo cattolico tedesco († 1979)
- 1921 - Enzo Capecchi, partigiano italiano († 1989)
- 1921 - Charley Eckman, allenatore di pallacanestro e arbitro di pallacanestro statunitense († 1995)
- 1921 - Joann Lõssov, cestista sovietico († 2000)
- 1921 - Nicola Morelli, medaglista, scultore e attore italiano († 1994)
- 1921 - Bruno Seraglia, generale e aviatore italiano († 2014)
- 1922 - Hans Baltisberger, pilota motociclistico tedesco († 1956)
- 1922 - Rudolf Kaiser, progettista tedesco († 1991)
- 1922 - André Pieters, ciclista su strada belga († 2001)
- 1923 - Uri Avnery, giornalista israeliano († 2018)
- 1923 - Bernardo José Bueno Miele, arcivescovo cattolico brasiliano († 1981)
- 1923 - Alfredo Nobre da Costa, politico portoghese († 1996)
- 1923 - Pirro Cuniberti, pittore e disegnatore italiano († 2016)
- 1923 - Bruno Dazzi, calciatore e allenatore di calcio italiano († 2002)
- 1923 - Carl Delacato, psicologo statunitense († 2007)
- 1923 - Shmuel Eisenstadt, sociologo israeliano († 2010)
- 1923 - Luigi Grecchi, fumettista italiano († 2001)
- 1923 - Dino Moro, politico e partigiano italiano († 2005)
- 1924 - Giustino D'Uva, politico italiano († 1984)
- 1924 - Alan Hackney, scrittore e sceneggiatore britannico († 2009)
- 1924 - Machmud Umarov, tiratore a segno sovietico († 1961)
- 1925 - Roy Brown, cantante statunitense († 1981)
- 1925 - Rodolfo Falzoni, ciclista su strada italiano († 2002)
- 1925 - Marthe Gautier, cardiologa e pediatra francese († 2022)
- 1925 - Hubert Hammerer, tiratore a segno austriaco († 2017)
- 1926 - Ladislav Adamec, politico cecoslovacco († 2007)
- 1926 - Allan Boyd, calciatore scozzese († 2019)
- 1926 - Harry Donovan, ex cestista statunitense
- 1926 - Rossana Martini, attrice italiana († 1988)
- 1927 - Lucia Catullo, attrice e doppiatrice italiana († 1985)
- 1927 - Felice Contu, notaio e politico italiano († 2023)
- 1927 - Guo Zhenqing, attore cinese († 2005)
- 1927 - Roberto Melchionda, saggista, giornalista e politico italiano († 2020)
- 1927 - Frank Morriss, montatore statunitense († 2013)
- 1927 - António Reis, regista, attore e poeta portoghese († 1991)
- 1927 - Johnny Summers, calciatore inglese († 1962)
- 1927 - Dino Terragni, imprenditore e inventore italiano († 1979)
- 1927 - Gwen Watford, attrice britannica († 1994)
- 1928 - Franco De Gemini, musicista, produttore discografico e compositore italiano († 2013)
- 1928 - Otto Kernberg, psichiatra e psicoanalista austriaco
- 1928 - Nicolás Leoz, dirigente sportivo, avvocato e giornalista paraguaiano († 2019)
- 1928 - Fern Nash, cestista statunitense († 1984)
- 1928 - Gianni Pasquarelli, dirigente d'azienda e giornalista italiano († 2018)
- 1928 - Adolfo Riquelme, calciatore paraguaiano († 2022)
- 1928 - Jean Vanier, filosofo e filantropo canadese († 2019)
- 1929 - János Bédl, calciatore e allenatore di calcio ungherese († 1987)
- 1929 - Prince Lasha, sassofonista, flautista e compositore statunitense († 2008)
- 1929 - Arnold Palmer, golfista statunitense († 2016)
- 1929 - Inessa Surenovna Tumanjan, regista sovietica († 2005)
- 1930 - Ivan Aralica, scrittore e saggista croato
- 1930 - Jesús Garay, calciatore e allenatore di calcio spagnolo († 1995)
- 1930 - Ferreira Gullar, scrittore, poeta e sceneggiatore brasiliano († 2016)
- 1930 - Liliana Segre, attivista, politica e superstite dell'Olocausto italiana
- 1930 - Anatoliy Skorokhod, matematico ucraino († 2011)
- 1930 - Elizabeth Wood-Ellem, biografa, saggista e storica australiana († 2012)
- 1931 - Isabel Colegate, scrittrice britannica († 2023)
- 1931 - Philip Baker Hall, attore statunitense († 2022)
- 1931 - Norman Morrice, ballerino, coreografo e direttore artistico britannico († 2008)
- 1932 - Bo Goldman, sceneggiatore e drammaturgo statunitense († 2023)
- 1932 - Félix Malloum, politico e generale ciadiano († 2009)
- 1932 - Yasuo Yamada, doppiatore e attore giapponese († 1995)
- 1933 - Maurizio Bruno, calciatore e allenatore di calcio italiano († 2015)
- 1933 - Evgenij Vasil'evič Chrunov, cosmonauta sovietico († 2000)
- 1933 - Karl Lagerfeld, stilista e fotografo tedesco († 2019)
- 1933 - Larry Morris, giocatore di football americano statunitense († 2012)
- 1933 - Oszkár Szigeti, calciatore ungherese († 1983)
- 1934 - Auro Enzo Basiliani, calciatore e allenatore di calcio italiano († 2025)
- 1934 - Ernesto Gastaldi, sceneggiatore, regista e scrittore italiano
- 1934 - Roger Maris, giocatore di baseball statunitense († 1985)
- 1934 - Mr. Wrestling II, wrestler statunitense († 2020)
- 1934 - Jim Oberstar, politico statunitense († 2014)
- 1934 - Rosa Oliva, giurista, attivista e scrittrice italiana
- 1934 - Larry Sitsky, compositore, pianista e musicologo australiano
- 1934 - Marco Zavattini, sceneggiatore e autore televisivo italiano († 2023)
- 1935 - Agostino Dodero, fisarmonicista, organista e compositore italiano († 2022)
- 1935 - Alfio Finocchiaro, magistrato italiano († 2021)
- 1935 - Miha Lokar, ex cestista jugoslavo
- 1935 - Giacomo Losi, calciatore e allenatore di calcio italiano († 2024)
- 1935 - Mary Oliver, poetessa statunitense († 2019)
- 1935 - Jomarie Ward, attrice statunitense († 2018)
- 1935 - Leonardo Zanier, sindacalista, politico e poeta italiano († 2017)
- 1936 - Michael Corballis, psicologo e neuroscienziato neozelandese († 2021)
- 1936 - Dimităr Largov, calciatore bulgaro († 2020)
- 1936 - Peter Lovesey, scrittore britannico († 2025)
- 1936 - Remo Morelli, ex calciatore e medico italiano
- 1936 - Christiane Nielsen, attrice tedesca († 2007)
- 1936 - Jörgen Persson, direttore della fotografia svedese
- 1937 - Daniel Defert, filosofo, sociologo e attivista francese († 2023)
- 1937 - Jared Diamond, biologo, fisiologo e ornitologo statunitense
- 1937 - Rafael Edri, politico israeliano († 2024)
- 1937 - Harald Fritzsche, calciatore tedesco orientale († 2008)
- 1937 - Brian Murray, attore e doppiatore sudafricano († 2018)
- 1937 - Alun Pask, rugbista a 15 britannico († 1995)
- 1938 - Franco Brocani, regista e sceneggiatore italiano († 2023)
- 1938 - Roxanne Dunbar-Ortiz, scrittrice e storica statunitense
- 1938 - Mária Kaló, ex cestista ungherese
- 1938 - Jan Lála, ex calciatore cecoslovacco
- 1938 - Pepe Laso, ex cestista, allenatore di pallacanestro e dirigente sportivo spagnolo
- 1938 - Tomasi Puapua, politico tuvaluano
- 1938 - Kjell Svensson, hockeista su ghiaccio svedese
- 1938 - Evgenij Tatarskij, regista sovietico († 2015)
- 1939 - Guido Clericetti, scrittore, disegnatore e autore televisivo italiano
- 1939 - Mike Dancis, cestista lettone († 2020)
- 1939 - Valerij Dikarev, calciatore e allenatore di calcio sovietico († 2001)
- 1939 - Dércio Gil, ex calciatore brasiliano
- 1939 - Cynthia Powell, artista e saggista britannica († 2015)
- 1939 - Greg Mullavey, attore statunitense
- 1939 - Piet Romeijn, ex calciatore olandese
- 1939 - Hans Sotin, basso tedesco
- 1939 - Giorgio Veneri, allenatore di calcio e calciatore italiano († 2023)
- 1940 - Roy Ayers, cantante e vibrafonista statunitense († 2025)
- 1940 - Buck Buchanan, giocatore di football americano statunitense († 1992)
- 1940 - Dave Burrell, pianista statunitense
- 1940 - Ferruccio Castronuovo, attore, regista e cantante italiano († 2022)
- 1940 - Rolo Díez, scrittore e giornalista argentino
- 1940 - Kim En Joong, religioso e pittore coreano
- 1940 - Alessandro Minuto-Rizzo, diplomatico e funzionario italiano
- 1940 - Vittorio Virgili, imprenditore italiano († 2018)
- 1941 - Rosendo Balinas, scacchista filippino († 1998)
- 1941 - Stephen Jay Gould, biologo, zoologo e paleontologo statunitense († 2002)
- 1941 - Christopher Hogwood, direttore d'orchestra, clavicembalista e musicologo britannico († 2014)
- 1941 - Rino Rado, ex calciatore italiano
- 1941 - Giuseppe Rebecchini, architetto italiano († 2018)
- 1941 - Christo Wiese, imprenditore sudafricano
- 1941 - Gunpei Yokoi, autore di videogiochi e inventore giapponese († 1997)
- 1942 - Christine Darden, matematica e ingegnere statunitense
- 1942 - Józef Janduda, ex calciatore polacco
- 1943 - Lauro Azzolini, terrorista e brigatista italiano
- 1943 - Remo Bracchi, religioso, poeta e glottologo italiano († 2019)
- 1943 - Horst-Dieter Höttges, calciatore tedesco († 2023)
- 1943 - Michelangelo La Barbera, mafioso italiano
- 1943 - Marina Morgan, annunciatrice televisiva, conduttrice televisiva e attrice italiana
- 1943 - Daniel Truhitte, attore statunitense
- 1943 - Neale Donald Walsch, scrittore e conduttore radiofonico statunitense
- 1944 - Thomas Allen, baritono inglese
- 1944 - Adamo Puccini, dirigente sportivo, allenatore di calcio e calciatore italiano († 2023)
- 1944 - Élisabeth Roudinesco, storica, psicoanalista e scrittrice francese
- 1944 - Joseph Võ Đức Minh, vescovo cattolico vietnamita
- 1945 - Pietro Baisi, ex calciatore italiano
- 1945 - Dave Baker, batterista e cantante britannico
- 1945 - Guido Bastianini, papirologo italiano
- 1945 - Dennis Burkley, attore e doppiatore statunitense († 2013)
- 1945 - Luigi Ciotti, presbitero e attivista italiano
- 1945 - José Feliciano, cantautore, chitarrista e compositore portoricano
- 1945 - Barry Leibowitz, ex cestista statunitense
- 1945 - Richard Mullane, ex astronauta statunitense
- 1946 - Michèle Alliot-Marie, politica francese
- 1946 - Mario Baldassarri, economista e politico italiano
- 1946 - Josep Casadevall, giudice andorrano
- 1946 - Elisa Maria Damião, politica portoghese († 2022)
- 1946 - Werner Forner, linguista e filologo tedesco
- 1946 - Jim Hines, velocista e giocatore di football americano statunitense († 2023)
- 1946 - Carmelo Pagano, cantante e compositore italiano
- 1946 - Don Powell, batterista britannico
- 1946 - Shlomo Sand, storico e scrittore israeliano
- 1946 - Jan Swafford, compositore e musicologo statunitense
- 1947 - Georgi Cvetkov, ex calciatore e allenatore di calcio bulgaro
- 1947 - Adriano Guarnieri, compositore italiano
- 1947 - Krystyna Kaźmierczak, ex cestista polacca
- 1947 - Urs Lüthi, fotografo, pittore e performance artist svizzero
- 1947 - Larry Nelson, golfista statunitense
- 1947 - Bunlert Nilpirom, ex calciatore thailandese
- 1947 - Sergio Santarini, allenatore di calcio e ex calciatore italiano
- 1947 - Elio Testoni, saggista e drammaturgo italiano
- 1947 - Brian Watts, ex hockeista su ghiaccio canadese
- 1948 - Mario Bonsignore, ex politico italiano
- 1948 - Samuel Campis, ex cestista messicano
- 1948 - Piero Fraccapani, ex calciatore italiano
- 1948 - Tony Gatlif, regista, sceneggiatore e compositore francese
- 1948 - Judy Geeson, attrice britannica
- 1948 - Mikheil Korkia, cestista e allenatore di pallacanestro sovietico († 2004)
- 1948 - Bob Lanier, cestista e allenatore di pallacanestro statunitense († 2022)
- 1948 - Miguel Maliszewski, ex calciatore argentino
- 1948 - Reiko Oshida, attrice e cantante giapponese
- 1948 - Ted Poe, politico statunitense
- 1948 - Paolo Pombeni, storico, politologo e editorialista italiano
- 1948 - Charles Simonyi, informatico e astronauta ungherese
- 1948 - Willie Sojourner, cestista statunitense († 2005)
- 1949 - Barriemore Barlow, batterista britannico
- 1949 - Don Muraco, ex wrestler statunitense
- 1949 - Bill O'Reilly, giornalista, conduttore televisivo e opinionista statunitense
- 1949 - Françoise Pollet, soprano francese
- 1949 - Patrick Proisy, ex tennista francese
- 1949 - Waldo Quiroz, ex calciatore cileno
- 1949 - Stephanie Tubbs Jones, politica statunitense († 2008)
- 1950 - Julio Baylón, calciatore peruviano († 2004)
- 1950 - Rosie Flores, cantautrice, chitarrista e produttrice discografica statunitense
- 1950 - Fortunato Loddi, ex calciatore italiano
- 1950 - Tom Lund, allenatore di calcio e ex calciatore norvegese
- 1950 - Joe Perry, chitarrista statunitense
- 1951 - Eduardo Bruno, politico italiano
- 1951 - Sarah Coakley, teologa e filosofa britannica
- 1951 - Paolo Gracis, ex cestista italiano
- 1951 - Harry Groener, attore statunitense
- 1951 - Steve Keirn, ex wrestler statunitense
- 1951 - Thomas F. Mayer, storico statunitense († 2014)
- 1951 - Luc Millecamps, ex calciatore belga
- 1951 - Bill Rogers, golfista statunitense
- 1951 - Carlos José Tissera, vescovo cattolico argentino
- 1951 - Albert Wynn, politico statunitense
- 1951 - Lorenzo Zanon, ex pugile italiano
- 1952 - Medea Benjamin, attivista e politica statunitense
- 1952 - Gerry Conway, fumettista statunitense
- 1952 - Marco Ferrari, giornalista, scrittore e autore televisivo italiano
- 1952 - Bruno Giacomelli, ex pilota automobilistico italiano
- 1952 - Kōichi Kobayashi, goista giapponese
- 1952 - Margitta Pufe, ex pesista e discobola tedesca
- 1952 - Tal Skinner, ex cestista e allenatore di pallacanestro statunitense
- 1952 - György Tatár, calciatore ungherese († 2024)
- 1953 - Gualberto Alvino, filologo, critico letterario e scrittore italiano
- 1953 - Pat Cadigan, autrice di fantascienza statunitense
- 1953 - Mark Dodson, produttore discografico statunitense
- 1953 - Amy Irving, attrice statunitense
- 1953 - Marcie Louie, ex tennista statunitense
- 1953 - Michael Schønwandt, direttore d'orchestra danese
- 1954 - Silvia Chivás, ex velocista cubana
- 1954 - Marc Gomez, ex ciclista su strada francese
- 1954 - Brian Hornsby, ex calciatore inglese
- 1954 - Clark Johnson, attore e regista statunitense
- 1954 - Francesco La Vecchia, direttore d'orchestra italiano
- 1954 - Cynthia Lummis, politica e avvocato statunitense
- 1954 - Fred Olen Ray, regista, sceneggiatore e produttore cinematografico statunitense
- 1954 - Don Wilson, ex kickboxer e attore statunitense
- 1954 - Bruno Wolfer, ex ciclista su strada svizzero
- 1955 - Larisa Dolina, cantante e attrice russa
- 1955 - Giannina Facio, attrice, produttrice cinematografica e showgirl costaricana
- 1955 - Alessandra Giudici, politica italiana
- 1955 - Mike Glenn, ex cestista statunitense
- 1955 - Caridad González, ex cestista cubana
- 1955 - Marja-Liisa Kirvesniemi, ex fondista finlandese
- 1955 - Charlotte Lewis, cestista statunitense († 2007)
- 1955 - Pat Mastelotto, batterista statunitense
- 1955 - Romana Petri, scrittrice, traduttrice e critica letteraria italiana
- 1955 - Robin Turner, ex calciatore britannico
- 1956 - Henrik Agerbeck, ex calciatore danese
- 1956 - Emanuela Baio Dossi, giornalista e politica italiana
- 1956 - Lele Forood, ex tennista statunitense
- 1956 - Giancarlo Galan, ex politico e dirigente d'azienda italiano
- 1956 - Giuseppe Giudice, vescovo cattolico italiano
- 1956 - Massimo Logli, politico italiano
- 1956 - Eilat Mazar, archeologa israeliana († 2021)
- 1956 - Arik Shivek, allenatore di pallacanestro israeliano
- 1956 - Vânia de Marchi, ex cestista brasiliana
- 1956 - Érick Zonca, regista e sceneggiatore francese
- 1956 - Raşit Çetiner, allenatore di calcio e ex calciatore turco
- 1957 - Valeria Alinovi, giornalista e scrittrice italiana
- 1957 - Dana Bartůňková, attrice ceca
- 1957 - Kate Burton, attrice britannica
- 1957 - Carol Decker, cantante, attrice e musicista britannica
- 1957 - Markus Günthardt, ex tennista svizzero
- 1957 - Paweł Huelle, scrittore, giornalista e dirigente d'azienda polacco († 2023)
- 1957 - Andreï Makine, scrittore russo
- 1957 - Alberto Melis, scrittore italiano
- 1957 - Billy Reid, ex cestista, allenatore di pallacanestro e dirigente sportivo statunitense
- 1957 - Mikael Sundström, pilota di rally finlandese († 2001)
- 1957 - Murat Magometovič Zjazikov, politico russo
- 1958 - Mario Coloretti, scrittore italiano († 2018)
- 1958 - Chris Columbus, regista, sceneggiatore e produttore cinematografico statunitense
- 1958 - Siobhan Fahey, cantante irlandese
- 1958 - Raffaele Manica, saggista e critico letterario italiano
- 1958 - Esther Mujawayo, psicoterapeuta e scrittrice ruandese
- 1958 - Renate Sommer, politica tedesca
- 1958 - Ray Tolbert, ex cestista e allenatore di pallacanestro statunitense
- 1958 - Gerd Truntschka, ex hockeista su ghiaccio tedesco
- 1959 - Sue Geh, cestista australiana († 1998)
- 1959 - Jason Grimes, ex velocista e lunghista statunitense
- 1959 - Jim Meskimen, attore e doppiatore statunitense
- 1959 - Stacey Nelkin, attrice statunitense
- 1959 - Philippe Pugnat, ex sciatore alpino francese
- 1959 - Agustín Rodríguez, ex calciatore spagnolo
- 1959 - Fritz Schmid, allenatore di calcio svizzero
- 1959 - Derek Sikua, politico salomonese
- 1960 - Alison Bechdel, fumettista e attivista statunitense
- 1960 - Colin Firth, attore britannico
- 1960 - Harald Krassnitzer, attore austriaco
- 1960 - Leopold Lainer, allenatore di calcio e ex calciatore austriaco
- 1960 - Constant Priondolo, ex hockeista su ghiaccio canadese
- 1960 - Gabriele Romagnoli, giornalista, scrittore e sceneggiatore italiano
- 1960 - Arne Johan Vetlesen, filosofo norvegese
- 1961 - Jörg Freimuth, ex altista tedesco
- 1961 - Angela Gargano, ultramaratoneta italiana
- 1961 - Gladys Moisés, politica e avvocata argentina († 2022)
- 1961 - Alberto Núñez Feijóo, politico spagnolo
- 1961 - Dimitrie Popescu, canottiere rumeno († 2023)
- 1961 - Wesley Simina, politico micronesiano
- 1961 - Ian Edwin Stewart, ex calciatore nordirlandese
- 1961 - Sedale Threatt, ex cestista statunitense
- 1962 - Laura Castelletti, politica italiana
- 1962 - Roberto Gaggioli, dirigente sportivo, ex ciclista su strada e ciclocrossista italiano
- 1962 - Kaija Koo, cantante finlandese
- 1962 - Michail Mizincev, generale e mercenario russo
- 1962 - Wayne Pivac, ex rugbista a 15 e allenatore di rugby a 15 neozelandese
- 1962 - Saverio Ruperto, giurista italiano
- 1962 - Tarek William Saab, politico, poeta e avvocato venezuelano
- 1963 - Dick Costolo, imprenditore e informatico statunitense
- 1963 - Piero Dall'Agnol, fumettista italiano
- 1963 - Monica Frassoni, politica italiana
- 1963 - Björn Johansson, ex ciclista su strada svedese
- 1963 - Randy Johnson, ex giocatore di baseball statunitense
- 1963 - Marian Keyes, scrittrice irlandese
- 1963 - Jay Laga'aia, attore e cantante neozelandese
- 1963 - William McInnes, attore australiano
- 1963 - Silvana Pérez, ex cestista peruviana
- 1963 - Mike Smith, ex cestista statunitense
- 1963 - Vujadin Stanojković, allenatore di calcio e ex calciatore macedone
- 1963 - Bill Stevenson, batterista e produttore discografico statunitense
- 1963 - Gabriel Tiacoh, velocista ivoriano († 1992)
- 1963 - Felice Žiža, politico sloveno
- 1964 - Gianni Averaimo, ex pallanuotista e allenatore di pallanuoto italiano
- 1964 - Christine Cicot, ex judoka francese
- 1964 - Bruno Conca, allenatore di calcio e ex calciatore italiano
- 1964 - Niki Giustini, imitatore, comico e attore italiano († 2017)
- 1964 - Andrea Innesto, sassofonista italiano
- 1964 - Egor Letov, cantante e chitarrista russo († 2008)
- 1964 - Jack Ma, imprenditore cinese
- 1964 - Musashi Mizushima, ex calciatore giapponese
- 1964 - Don Stephenson, attore e regista teatrale statunitense
- 1964 - John E. Sununu, politico statunitense
- 1964 - Karl Wilson, giocatore di football americano statunitense
- 1964 - Edmund de Waal, artista e scrittore britannico
- 1965 - Fahad Al-Bishi, ex calciatore saudita
- 1965 - Regula Betschart, ex sciatrice alpina svizzera
- 1965 - Luca Franchini, telecronista sportivo e scrittore italiano
- 1965 - Valerij Klejmënov, allenatore di calcio e ex calciatore russo
- 1965 - Pål Lydersen, ex calciatore norvegese
- 1965 - Mona Mahmudnizhad, attivista iraniana († 1983)
- 1965 - Tommy Riccio, cantautore italiano
- 1965 - Giampaolo Simi, scrittore, sceneggiatore e giornalista italiano
- 1965 - Dimităr Vasev, allenatore di calcio e ex calciatore bulgaro
- 1966 - Daniel Amatriaín, pilota motociclistico spagnolo
- 1966 - Kimble Anders, ex giocatore di football americano statunitense
- 1966 - Alessandro Betti, attore e comico italiano
- 1966 - Achrik Cvejba, ex calciatore sovietico
- 1966 - Stojan Jankulov, percussionista bulgaro
- 1966 - Ondrej Krištofík, ex calciatore slovacco
- 1966 - Timur Kulibayev, imprenditore kazako
- 1966 - Joe Nieuwendyk, ex hockeista su ghiaccio canadese
- 1966 - Yuki Saitō, cantante, attrice e poetessa giapponese
- 1966 - Sim Bong-sub, ex calciatore sudcoreano
- 1966 - Jordi Tarrés, pilota motociclistico spagnolo
- 1966 - Anke Nothnagel, ex canoista tedesca
- 1967 - Erika Dobrovičová, ex cestista cecoslovacca
- 1967 - Andreas Heraf, allenatore di calcio e ex calciatore austriaco
- 1967 - Takafumi Hori, allenatore di calcio e ex calciatore giapponese
- 1967 - Jordi Roura, allenatore di calcio e ex calciatore spagnolo
- 1967 - Akira Nishitani, autore di videogiochi e character designer giapponese
- 1967 - Nina Repeta, attrice statunitense
- 1967 - Samuele Sangalli, arcivescovo cattolico italiano
- 1968 - Alfredo Arciero, regista e sceneggiatore italiano
- 1968 - Emanuela Brizio, fondista di corsa in montagna italiana
- 1968 - Florence Devouard, ingegnera francese
- 1968 - Girolamo Giovinazzo, ex judoka e allenatore di judo italiano
- 1968 - Enrique González, ex cestista messicano
- 1968 - Big Daddy Kane, rapper statunitense
- 1968 - Andreas Herzog, allenatore di calcio e ex calciatore austriaco
- 1968 - Annie Laurendeau, ex sciatrice alpina canadese
- 1968 - Juan Martín Maldacena, fisico argentino
- 1968 - Guy Ritchie, regista, sceneggiatore e produttore cinematografico britannico
- 1968 - Chip Z'Nuff, bassista statunitense
- 1969 - Ed Cooley, allenatore di pallacanestro statunitense
- 1969 - Sandro Di Stefano, compositore, arrangiatore e direttore d'orchestra italiano
- 1969 - Matt Geiger, ex cestista statunitense
- 1969 - Craig Innes, ex rugbista a 13, ex rugbista a 15 e procuratore sportivo neozelandese
- 1969 - Ramón Jiménez-Gaona, ex discobolo e politico paraguaiano
- 1969 - Chris Joseph, ex hockeista su ghiaccio canadese
- 1969 - Jorge Majfud, scrittore, traduttore e saggista uruguaiano
- 1969 - Johnathon Schaech, attore, sceneggiatore e regista statunitense
- 1969 - Bob Spitulski, ex giocatore di football americano statunitense
- 1969 - David Trueba, regista, sceneggiatore e scrittore spagnolo
- 1970 - Yossi Abukasis, allenatore di calcio e ex calciatore israeliano
- 1970 - Nathalie Beausire, ex biatleta francese
- 1970 - Martina Bobrovská, ex cestista ceca
- 1970 - Anna Book, cantante svedese
- 1970 - Dinei, ex calciatore brasiliano
- 1970 - Dean Gorré, allenatore di calcio, dirigente sportivo e ex calciatore olandese
- 1970 - Julie Halard-Decugis, ex tennista francese
- 1970 - Laura Lapi, ex tennista italiana
- 1970 - Toomas Liivak, ex cestista estone
- 1970 - Jeff Marx, paroliere e compositore statunitense
- 1970 - Phaswane Mpe, romanziere e poeta sudafricano († 2004)
- 1970 - Tim Plester, attore, sceneggiatore e regista britannico
- 1970 - Larry Sullivan, attore statunitense
- 1970 - Alejandro Sánchez, ex calciatore spagnolo
- 1970 - Neera Tanden, politica statunitense
- 1971 - Umberto Ambrosoli, avvocato e saggista italiano
- 1971 - Viviana Beccalossi, politica italiana
- 1971 - Gaetano Cutrufo, imprenditore e dirigente sportivo italiano
- 1971 - Claudio Durigon, politico e sindacalista italiano
- 1971 - Gianluca Francesconi, ex calciatore italiano
- 1971 - David Humphreys, ex rugbista a 15, allenatore di rugby a 15 e avvocato britannico
- 1971 - Claudia Hürtgen, pilota automobilistica tedesca
- 1971 - Christian Lattanzio, allenatore di calcio italiano
- 1971 - Bratislav Mijalković, ex calciatore serbo
- 1971 - Jim Mortram, fotografo inglese
- 1971 - Carlo Silipo, ex pallanuotista e allenatore di pallanuoto italiano
- 1971 - Yerda Trinidad, ex cestista dominicana
- 1971 - Yun Young-sook, arciera sudcoreana
- 1972 - Yoshinori Abe, ex calciatore giapponese
- 1972 - Miikka Anttila, copilota di rally finlandese
- 1972 - Daima Beltrán, judoka cubana
- 1972 - Mariano Bombarda, allenatore di calcio e ex calciatore spagnolo
- 1972 - James Duval, attore statunitense
- 1972 - Shawn Green, ex giocatore di baseball statunitense
- 1972 - Katarína Hasprová, cantante slovacca
- 1972 - Oliver Held, ex calciatore tedesco
- 1972 - João Carlos, ex calciatore brasiliano
- 1972 - Anurag Kasyap, regista, sceneggiatore e produttore cinematografico indiano
- 1972 - Marieme Lo, ex cestista senegalese
- 1972 - Daniele Musa, ex tennista italiano
- 1972 - Cherelle Parker, politica e giornalista statunitense
- 1972 - Roberto Pellandra, ex nuotatore sammarinese
- 1972 - Dejan Petković, allenatore di calcio e ex calciatore serbo
- 1972 - Gideon Raff, regista, sceneggiatore e produttore televisivo israeliano
- 1972 - Alessio Scarchilli, ex calciatore italiano
- 1972 - Bente Skari, ex fondista norvegese
- 1972 - Lady Violet, cantante italiana
- 1972 - Takeshi Watanabe, ex calciatore giapponese
- 1972 - Clifton Waugh, ex calciatore giamaicano
- 1972 - Steffen Wöller, ex slittinista tedesco
- 1972 - Platon Zacharčuk, allenatore di calcio e ex calciatore russo
- 1973 - Choi Yong-soo, allenatore di calcio e ex calciatore sudcoreano
- 1973 - Ferdinand Coly, ex calciatore senegalese
- 1973 - Mark Huizinga, ex judoka olandese
- 1973 - Ghada Shouaa, ex multiplista siriana
- 1973 - Tim Stimpson, ex rugbista a 15 e imprenditore britannico
- 1974 - Massimo Bonelli, musicista, produttore discografico e editore italiano
- 1974 - Sandra Cacic, ex tennista statunitense
- 1974 - Francis Chansa, ex calciatore della Repubblica Democratica del Congo
- 1974 - Orlando Duque, tuffatore colombiano
- 1974 - Nicolas d'Estienne d'Orves, scrittore e giornalista francese
- 1974 - Mirko Filipović, artista marziale misto e kickboxer croato
- 1974 - Sebastian Gutierrez, regista, sceneggiatore e produttore cinematografico venezuelano
- 1974 - Akira Kawakami, produttore discografico e dirigente d'azienda giapponese
- 1974 - Laura Miller, attrice e cantante argentina
- 1974 - Javi Moreno, allenatore di calcio e ex calciatore spagnolo
- 1974 - Matt Mostyn, rugbista a 15 australiano
- 1974 - Simona Nicolae, ex cestista rumena
- 1974 - Mike Peltola, ex calciatore finlandese
- 1974 - Stefano Perugini, pilota motociclistico italiano
- 1974 - Ryan Phillippe, attore e regista statunitense
- 1974 - Ben Wallace, ex cestista e dirigente sportivo statunitense
- 1974 - Gábor Zavadszky, calciatore ungherese († 2006)
- 1974 - Evgenij Čičvarkin, imprenditore e politico russo
- 1975 - Kyle Bornheimer, attore statunitense
- 1975 - Rupee, musicista barbadiano
- 1975 - Fabien Gabel, direttore d'orchestra francese
- 1975 - Viktor Kassai, arbitro di calcio ungherese
- 1975 - Gustavo Lombardi, ex calciatore argentino
- 1975 - José Alberto Martínez, ex ciclista su strada spagnolo
- 1975 - Giuseppe Palumbo, ciclista su strada italiano
- 1975 - Galina Rytova, ex pallanuotista e allenatrice di pallanuoto russa
- 1975 - Stuart Wardley, allenatore di calcio e ex calciatore inglese
- 1975 - Nobuhisa Yamada, ex calciatore giapponese
- 1975 - Devrim Özder Akın, attore turco
- 1976 - Amar Ammour, ex calciatore algerino
- 1976 - Peter Ezugwu, ex cestista inglese
- 1976 - Barbara Farris, ex cestista e allenatrice di pallacanestro statunitense
- 1976 - Simone Franceschi, allenatore di pallavolo italiano
- 1976 - Takuya Furutani, ex giocatore di football americano e allenatore di football americano giapponese
- 1976 - Javier García Delgado, schermidore spagnolo
- 1976 - Federico Gasperoni, ex calciatore sammarinese
- 1976 - Mourad Hdiouad, ex calciatore marocchino
- 1976 - Greg Henderson, ex ciclista su strada e pistard neozelandese
- 1976 - Pedro Pablo Isla, attore spagnolo
- 1976 - Kim Joo-ryoung, attrice sudcoreana
- 1976 - J.R. Koch, ex cestista statunitense
- 1976 - Gustavo Kuerten, ex tennista brasiliano
- 1976 - Vasilīs Lakīs, ex calciatore greco
- 1976 - Matt Morgan, politico e ex wrestler statunitense
- 1976 - Reinder Nummerdor, ex pallavolista e giocatore di beach volley olandese
- 1976 - Pompiliu Stoica, ex calciatore rumeno
- 1977 - Alessandro Attene, ex velocista italiano
- 1977 - Rodrigo Batata, ex calciatore brasiliano
- 1977 - Massimo Bulleri, ex cestista e allenatore di pallacanestro italiano
- 1977 - Mike DiBiase II, wrestler statunitense
- 1977 - Graziano Gioia, ex giocatore di calcio a 5 italiano
- 1977 - Anna Kim, scrittrice austriaca
- 1977 - Željko Kopić, allenatore di calcio e ex calciatore croato
- 1977 - Chris Massie, ex cestista statunitense
- 1977 - Trudi Musgrave, ex tennista australiana
- 1977 - Arkadiusz Nowinowski, schermidore polacco
- 1977 - Alessandro Pastrovicchio, fumettista italiano
- 1977 - Caleb Ralph, ex rugbista a 15 neozelandese
- 1977 - Jean-Jacques Rausin, attore belga
- 1977 - Bernardo Romeo, ex calciatore argentino
- 1977 - Mitsuhiro Toda, allenatore di calcio e ex calciatore giapponese
- 1977 - Ronnie Wallwork, ex calciatore inglese
- 1977 - Changpeng Zhao, dirigente d'azienda cinese
- 1978 - Jacob Carstensen, ex nuotatore danese
- 1978 - Carlos Castro Mora, ex calciatore costaricano
- 1978 - Mohamed Farouk, ex calciatore egiziano
- 1978 - Mohamed Jedidi, ex calciatore tunisino
- 1978 - Kai Olav Ryen, ex calciatore norvegese
- 1978 - Ramūnas Šiškauskas, ex cestista e allenatore di pallacanestro lituano
- 1978 - Björn Strid, cantante svedese
- 1979 - Ramsés Benítez, ex cestista messicano
- 1979 - Richard Breutner, schermidore tedesco
- 1979 - Irene Cao, scrittrice italiana
- 1979 - Alfredo Cariello, allenatore di calcio e ex calciatore italiano
- 1979 - Christophe Caschili, allenatore di calcio francese
- 1979 - Amanda Moore, modella statunitense
- 1979 - Ogert Muka, ex calciatore albanese
- 1979 - Mustis, polistrumentista norvegese
- 1979 - Laia Palau, ex cestista spagnola
- 1979 - Jocelyn Penn, ex cestista statunitense
- 1979 - Qian Zhenhua, pentatleta cinese
- 1979 - Ayana Walker, ex cestista statunitense
- 1979 - Jacob Young, attore televisivo statunitense
- 1980 - Mai Aizawa, ex calciatrice giapponese
- 1980 - Massimiliano Caputo, ex calciatore italiano
- 1980 - Adama Coulibaly, ex calciatore maliano
- 1980 - Aljaksandr Danilaŭ, ex calciatore bielorusso
- 1980 - Markus Daun, ex calciatore tedesco
- 1980 - Timothy Goebel, ex pattinatore artistico su ghiaccio statunitense
- 1980 - Nam Le, giocatore di poker statunitense
- 1980 - Roger Mason, ex cestista statunitense
- 1980 - Trevor Murdoch, wrestler statunitense
- 1980 - Khalid Masoud al-Nasr, ex cestista qatariota
- 1980 - Marina Rebeka, soprano lettone
- 1980 - Raema Lisa Rumbewas, sollevatrice indonesiana († 2024)
- 1980 - Tahar Tamsamani, ex pugile marocchino
- 1980 - Judit Varga, politica e avvocato ungherese
- 1980 - Mikey Way, bassista statunitense
- 1981 - Gladys Bokese, ex calciatore della Repubblica Democratica del Congo
- 1981 - Marco Chiudinelli, allenatore di tennis e ex tennista svizzero
- 1981 - Germán Denis, ex calciatore argentino
- 1981 - Bonnie Maxon, ex wrestler statunitense
- 1981 - Ryōsuke Mizumachi, ex cestista giapponese
- 1981 - José Alcides Moreno Mora, ex calciatore colombiano
- 1981 - Ali Msarri, calciatore emiratino
- 1981 - Filippo Pozzato, ex ciclista su strada e pistard italiano
- 1981 - Adriana Ruocco, cantante italiana
- 1981 - Enrica Segneri, politica italiana
- 1981 - Pablo Sicilia, ex calciatore spagnolo
- 1981 - Wang Dong, ex calciatore cinese
- 1981 - Jay Williams, ex cestista statunitense
- 1982 - Niklas Arrhenius, discobolo e pesista svedese
- 1982 - Pat Carroll, ex cestista statunitense
- 1982 - Misty Copeland, ballerina statunitense
- 1982 - Eduardo Magalhães Machado, cestista brasiliano
- 1982 - Marija Filipova, pallavolista bulgara
- 1982 - Mogogi Gabonamong, ex calciatore botswano
- 1982 - Bret Iwan, doppiatore statunitense
- 1982 - Staffan Kronwall, hockeista su ghiaccio svedese
- 1982 - David López Moreno, ex calciatore spagnolo
- 1982 - Cleidimar Magalhães Silva, ex calciatore brasiliano
- 1982 - Stephen McManus, allenatore di calcio e ex calciatore scozzese
- 1982 - Gader Mousa, ex calciatore qatariota
- 1982 - Ronaldo Aparecido Rodrigues, allenatore di calcio e ex calciatore brasiliano
- 1982 - Johnny Olszewski, politico statunitense
- 1982 - Javi Varas, ex calciatore spagnolo
- 1982 - Qusay Mubarak Abdullah, arcivescovo cattolico iracheno
- 1983 - Filip Bandžak, baritono ceco
- 1983 - Fernando Belluschi, calciatore argentino
- 1983 - Yusvanys Caballeros, calciatore cubano
- 1983 - José Gabriel Campos, attore e comico spagnolo
- 1983 - Shawn James, ex cestista guyanese
- 1983 - Silvia Notargiacomo, conduttrice radiofonica e conduttrice televisiva italiana
- 1983 - David Rodman, hockeista su ghiaccio sloveno
- 1983 - Sarah Schneider, autrice televisiva, comica e attrice statunitense
- 1983 - Benson Taylor, compositore e produttore discografico inglese
- 1983 - Jérémy Toulalan, ex calciatore francese
- 1983 - Katya Virshilas, ballerina e attrice israeliana
- 1983 - Joey Votto, giocatore di baseball canadese
- 1983 - Zahara, cantautrice spagnola
- 1984 - Erik Andersson, nuotatore svedese
- 1984 - Xiomara Blandino, modella nicaraguense
- 1984 - Andrew Brown, ex giocatore di baseball statunitense
- 1984 - Adam Crompton, schermidore statunitense
- 1984 - Zabian Dowdell, ex cestista statunitense
- 1984 - Matthew Followill, chitarrista e compositore statunitense
- 1984 - Eldar Hadžimehmedović, ex calciatore bosniaco
- 1984 - Lukáš Hlava, ex saltatore con gli sci ceco
- 1984 - Ismail Ahmed Ismail, mezzofondista sudanese
- 1984 - Elija Kemboi, maratoneta keniota
- 1984 - Edgar Marcelino, ex calciatore portoghese
- 1984 - Victor Marian, ex calciatore moldavo
- 1984 - Sander Post, allenatore di calcio e ex calciatore estone
- 1984 - Marcelo Oliveira Silva, ex calciatore brasiliano
- 1984 - Franck Solforosi, canottiere francese
- 1984 - Chris Sutton, ex ciclista su strada e pistard australiano
- 1984 - Harry Treadaway, attore britannico
- 1984 - Luke Treadaway, attore britannico
- 1984 - Drake Wuertz, ex wrestler statunitense
- 1985 - Roberto Bertolini, giavellottista italiano
- 1985 - Filippo Busa, ex hockeista su ghiaccio italiano
- 1985 - Aleksandrs Čekulajevs, ex calciatore lettone
- 1985 - David Clarkson, calciatore e dirigente sportivo scozzese
- 1985 - Alesha Deesing, ex pallavolista statunitense
- 1985 - Benjamin Delacourt, calciatore francese
- 1985 - Jippu, cantante finlandese
- 1985 - Alberto Fontanive, ex hockeista su ghiaccio italiano
- 1985 - Laurent Koscielny, dirigente sportivo e ex calciatore francese
- 1985 - Johanna Lasic, modella argentina
- 1985 - Elyse Levesque, attrice e modella canadese
- 1985 - Porfirio López, calciatore costaricano
- 1985 - Shōta Matsuda, attore giapponese
- 1985 - Ken'ya Matsui, calciatore giapponese
- 1985 - Jukka Santala, ex calciatore finlandese
- 1985 - Daryl Smylie, calciatore nordirlandese
- 1985 - Wilfred Velásquez, calciatore guatemalteco
- 1985 - Neil Walker, ex giocatore di baseball statunitense
- 1986 - Alice Birch, drammaturga e sceneggiatrice britannica
- 1986 - Brandon Carter, wrestler statunitense
- 1986 - Yevgeniy Ektov, triplista kazako
- 1986 - Windi Graterol, cestista venezuelano
- 1986 - Mario Grgić, ex calciatore austriaco
- 1986 - Sarah Levy, attrice canadese
- 1986 - Francis Litsingi, ex calciatore congolese (Repubblica del Congo)
- 1986 - Eugeneson Lyngdoh, calciatore indiano
- 1986 - Angel McCoughtry, cestista statunitense
- 1986 - Ashley Monroe, cantautrice statunitense
- 1986 - Matteo Mosterts, pallavolista italiano
- 1986 - Michel Nack Balokog, ex calciatore camerunese
- 1986 - Mari Rabie, triatleta sudafricana
- 1986 - Ben Strong, ex cestista e allenatore di pallacanestro statunitense
- 1986 - Hiroki Uchi, cantante, attore e modello giapponese
- 1986 - Alan Voskuil, ex cestista statunitense
- 1986 - Julian Walker, ex hockeista su ghiaccio svizzero
- 1987 - Dan Benson, attore statunitense
- 1987 - Miguel Ángel Cordero, calciatore spagnolo
- 1987 - Shanavia Dowdell, cestista statunitense
- 1987 - Ivan Franjić, calciatore australiano
- 1987 - Domen Fratina, ex calciatore e ex giocatore di calcio a 5 sloveno
- 1987 - Paul Goldschmidt, giocatore di baseball statunitense
- 1987 - Gabriele Lorenzoni, ex politico italiano
- 1987 - Alex Saxon, attore statunitense
- 1987 - Elio Verde, judoka italiano
- 1988 - Khaled Abdulrahman, ex calciatore emiratino
- 1988 - Davide Bresadola, ex saltatore con gli sci e ex combinatista nordico italiano
- 1988 - Diego Burato, allenatore di calcio a 5 e ex giocatore di calcio a 5 brasiliano
- 1988 - Alwyn Hamilton, scrittrice canadese
- 1988 - Queen Harrison, ostacolista statunitense
- 1988 - Lucas Pérez Martínez, calciatore spagnolo
- 1988 - Anthony Obame, taekwondoka gabonese
- 1988 - Néstor Renderos, calciatore salvadoregno
- 1988 - Avi Rikan, ex calciatore israeliano
- 1988 - Coco Rocha, supermodella canadese
- 1988 - Mathías Rolero, ex calciatore uruguaiano
- 1988 - Jordan Staal, hockeista su ghiaccio canadese
- 1988 - Phạm Thành Lương, calciatore vietnamita
- 1988 - D.J. Williams, giocatore di football americano statunitense
- 1988 - Marco Zanotti, ex ciclista su strada italiano
- 1989 - Dominique Allen, cestista britannica
- 1989 - Sam Carter, rugbista a 15 australiano
- 1989 - Marianna Di Martino, attrice e modella italiana
- 1989 - Tomáš Fabián, calciatore ceco
- 1989 - Alexa Glatch, ex tennista statunitense
- 1989 - Chris Harper, giocatore di football americano statunitense
- 1989 - Milan Kerbr, ex calciatore ceco
- 1989 - Brandon Marshall, giocatore di football americano statunitense
- 1989 - Kelvin Martin, cestista statunitense
- 1989 - Vincenzo Nemolato, attore italiano
- 1989 - Matt Ritchie, calciatore inglese
- 1989 - Nathan Rooney, allenatore di calcio e dirigente sportivo inglese
- 1989 - Jonny Rowell, ex calciatore inglese
- 1989 - Giò Sada, cantautore e musicista italiano
- 1989 - Younousse Sankharé, calciatore francese
- 1989 - Seo Yong-duk, ex calciatore sudcoreano
- 1989 - Gylfi Sigurðsson, calciatore islandese
- 1989 - Cornelius Washington, giocatore di football americano statunitense
- 1989 - Marcos da Silva França, calciatore brasiliano
- 1989 - Tolga Ünlü, calciatore tedesco
- 1989 - Dmitrij Ščerbinin, pallavolista russo
- 1990 - Abdulaziz Hussain, calciatore emiratino
- 1990 - André Almeida, ex calciatore portoghese
- 1990 - Tommy Bohanon, giocatore di football americano statunitense
- 1990 - Mads Fenger, calciatore danese
- 1990 - Quint Jansen, calciatore olandese
- 1990 - Renan Lenz, cestista brasiliano
- 1990 - Eddy Martin, attore statunitense
- 1990 - Chandler Massey, attore statunitense
- 1990 - Ørjan Nyland, calciatore norvegese
- 1990 - So Tae-song, ex calciatore nordcoreano
- 1990 - Joyce Sombroek, ex hockeista su prato olandese
- 1990 - Toni Tipurić, ex calciatore austriaco
- 1990 - Marko Vukasović, calciatore montenegrino
- 1991 - Boadu Maxwell Acosty, calciatore ghanese
- 1991 - Antoine Armand, funzionario e politico francese
- 1991 - Kateřina Beroušková, fondista ceca
- 1991 - Eusebio Cáceres, lunghista spagnolo
- 1991 - Deng Shudi, ginnasta cinese
- 1991 - Chris Duvall, ex calciatore statunitense
- 1991 - Lisvel Eve, pallavolista dominicana
- 1991 - Lorenzo Giustino, tennista italiano
- 1991 - Erkan Kaş, calciatore turco
- 1991 - Sascha Mockenhaupt, calciatore tedesco
- 1991 - Sam Morsy, calciatore inglese
- 1991 - Andrés Mosquera Marmolejo, calciatore colombiano
- 1991 - Andreína Pinto, ex nuotatrice venezuelana
- 1991 - Kyle Randall, ex cestista statunitense
- 1991 - Nicola Sansone, calciatore italiano
- 1991 - Danielle Turner, calciatrice inglese
- 1991 - Auremir, calciatore brasiliano
- 1992 - Muhamed Bešić, calciatore tedesco
- 1992 - Jake Brendel, giocatore di football americano statunitense
- 1992 - Nathan Coenen, attore australiano
- 1992 - İlhan Depe, calciatore turco
- 1992 - Kevin Gissi, calciatore svizzero
- 1992 - Kirill Gocuk, calciatore russo
- 1992 - Marko Gujaničić, ex cestista serbo
- 1992 - Fredrik Gulbrandsen, calciatore norvegese
- 1992 - Ricky Ledo, cestista statunitense
- 1992 - Dylan Llewellyn, attore britannico
- 1992 - Ayub Masika, calciatore keniota
- 1992 - Magomed Mitrišev, ex calciatore russo
- 1992 - Shauna Peare, calciatrice irlandese
- 1992 - Wiselet Saint-Louis, calciatore haitiano
- 1992 - Aaron White, cestista statunitense
- 1992 - Lisanne de Witte, velocista olandese
- 1993 - Matias Abisab, calciatore uruguaiano
- 1993 - Đorđe Crnomarković, calciatore serbo
- 1993 - Philipp Erhardt, calciatore austriaco
- 1993 - Ricarda Haaser, sciatrice alpina austriaca
- 1993 - Michal Jeřábek, calciatore ceco
- 1993 - Samantha Kerr, calciatrice australiana
- 1993 - Chandra Kala Lamgade, giavellottista e pesista nepalese
- 1993 - Sarah Logan, wrestler statunitense
- 1993 - Roman Mýrtazaev, calciatore kazako
- 1993 - Jesper Nyholm, calciatore svedese
- 1993 - Laurina Oliveros, calciatrice argentina
- 1993 - Park Yong-woo, calciatore sudcoreano
- 1993 - Ruggero Pasquarelli, cantante, attore e personaggio televisivo italiano
- 1993 - Breshad Perriman, giocatore di football americano statunitense
- 1993 - Patrick Schmidt, calciatore tedesco
- 1993 - Taylor Simpson, pallavolista statunitense
- 1993 - Rok Sirk, calciatore sloveno
- 1993 - Bismarck Veliz, calciatore nicaraguense
- 1993 - José Villarreal, ex calciatore statunitense
- 1993 - Konrad Wrzesiński, calciatore polacco
- 1993 - Maike Ziech, judoka tedesca
- 1993 - Lionel Zouma, calciatore francese
- 1994 - Cain Attard, calciatore maltese
- 1994 - Matteo Corazzi, ex rugbista a 15 e dirigente sportivo italiano
- 1994 - Brandone Francis, cestista dominicano
- 1994 - Artëm Markelov, ex pilota automobilistico russo
- 1994 - Riccardo Sartori, hockeista su ghiaccio svizzero
- 1994 - Mehdi Torabi, calciatore iraniano
- 1995 - Sunny Akani, giocatore di snooker thailandese
- 1995 - Carlos Bertie, calciatore nevisiano
- 1995 - Axel Björnström, calciatore svedese
- 1995 - Renato Gojković, calciatore bosniaco
- 1995 - Jack Grealish, calciatore inglese
- 1995 - Anastasija Harnyk, judoka ucraina
- 1995 - Sophie Karbjinski, attrice tedesca
- 1995 - Cameron Kerr, calciatore scozzese
- 1995 - Johannes Lasaroff, cestista e dirigente sportivo finlandese
- 1995 - Ryan Luther, cestista statunitense
- 1995 - Mostafa Matar, calciatore libanese
- 1995 - Amando Moreno, calciatore statunitense
- 1995 - Roberts Ozols, calciatore lettone
- 1995 - Matt Rife, comico e attore statunitense
- 1995 - Sargis Shahinyan, calciatore armeno
- 1996 - Jack Della Maddalena, artista marziale misto australiano
- 1996 - Greg Docherty, calciatore scozzese
- 1996 - Nicola Eisenschmid, hockeista su ghiaccio tedesca
- 1996 - Mateo García, calciatore argentino
- 1996 - Zach Gentry, giocatore di football americano statunitense
- 1996 - Juliët Lohuis, pallavolista olandese
- 1996 - Alexander Mutiso, maratoneta e mezzofondista keniota
- 1996 - Luciano Perdomo, calciatore argentino
- 1996 - Osvaldo Rodríguez, calciatore messicano
- 1996 - Nihal Saafan, nuotatrice artistica egiziana
- 1996 - Alanna Smith, cestista australiana
- 1996 - Jason Strowbridge, giocatore di football americano statunitense
- 1996 - Abner Teixeira, pugile brasiliano
- 1996 - Tomáš Vančura, ex saltatore con gli sci ceco
- 1996 - Quinndary Weatherspoon, cestista statunitense
- 1996 - Tionna Williams, allenatrice di pallavolo e ex pallavolista statunitense
- 1996 - Vitalij Žuk, multiplista bielorusso
- 1997 - Antoine Bernier, calciatore belga
- 1997 - Claudia Cagnina, calciatrice peruviana
- 1997 - Jóannes Danielsen, calciatore faroese
- 1997 - Luke Haakenson, calciatore statunitense
- 1997 - Jasper Löffelsend, calciatore tedesco
- 1997 - Francesca Michieletto, pallavolista italiana
- 1997 - Benedek Murka, calciatore ungherese
- 1997 - Esther Paslier, ex sciatrice alpina francese
- 1997 - Nelson Senkatuka, calciatore ugandese
- 1997 - Paul Smyth, calciatore nordirlandese
- 1997 - Michal Surzyn, calciatore ceco
- 1997 - Alberto Rodríguez Baró, calciatore spagnolo
- 1997 - Troy Terry, hockeista su ghiaccio statunitense
- 1997 - Dīmītrīs Theodōrou, calciatore cipriota
- 1997 - Liamoo, cantante e modello svedese
- 1997 - Luke Wattenberg, giocatore di football americano statunitense
- 1998 - Anna Blinkova, tennista russa
- 1998 - Jairo Bueno, calciatore spagnolo
- 1998 - Facundo Corvalán, cestista argentino
- 1998 - Sheck Wes, rapper, modello e cestista statunitense
- 1998 - Ágnes Studer, cestista ungherese
- 1998 - Daiki Suga, calciatore giapponese
- 1998 - Ao Tanaka, calciatore giapponese
- 1998 - Mark Webb, giocatore di football americano canadese
- 1999 - Amya Clarke, velocista nevisiana
- 1999 - Antonia Fotaras, attrice italiana
- 1999 - Mareng Gatkuoth, cestista statunitense
- 1999 - Jordan Holsgrove, calciatore scozzese
- 1999 - Manuel Mannironi, sollevatore italiano
- 1999 - Bruno Méndez, calciatore uruguaiano
- 1999 - Antonios Papadopoulos, calciatore tedesco
- 1999 - Steffie van der Peet, pistard olandese
- 1999 - Manuel Pfeifer, calciatore austriaco
- 1999 - Ivana Raca, cestista serba
- 2000 - Jack Kiser, giocatore di football americano statunitense
- 2000 - Mark Anders Lepik, calciatore estone
- 2000 - Lorenzo Lucca, calciatore italiano
- 2000 - Gianmarco Lucchesi, rugbista a 15 italiano
- 2000 - Sincere McCormick, giocatore di football americano statunitense
- 2000 - Nikita Michajlovskij, cestista russo
- 2000 - Skyy Moore, giocatore di football americano statunitense
- 2000 - Tommaso Nencini, ciclista su strada e pistard italiano
- 2000 - Alessia Populini, pallavolista italiana
- 2000 - Tang Qianhui, tennista cinese

## XXI secolo(24)
- 2001 - Luís Bastos, calciatore portoghese
- 2001 - Armando Broja, calciatore albanese
- 2001 - Nick Cross, giocatore di football americano statunitense
- 2001 - Mouhamet Diouf, cestista senegalese
- 2001 - Ajna Késely, nuotatrice ungherese
- 2001 - Esi Lufo, calciatrice albanese
- 2001 - Nikita Nesterenko, hockeista su ghiaccio statunitense
- 2001 - Tiquanny Williams, calciatore nevisiano
- 2002 - Moses Cobnan, calciatore nigeriano
- 2002 - Marija Vysočans'ka, ginnasta ucraina
- 2003 - Giuseppe Ambrosino, calciatore italiano
- 2003 - Diego Esaú Gómez Medina, calciatore messicano
- 2003 - Stella Nervini, pallavolista italiana
- 2003 - Ebrima Singhateh, calciatore gambiano
- 2003 - Carissa Yip, scacchista statunitense
- 2003 - Olen Zellweger, hockeista su ghiaccio canadese
- 2003 - Roko Šimić, calciatore croato
- 2004 - Gabriel Bateman, attore statunitense
- 2004 - Anna Konanykhina, tuffatrice russa
- 2004 - Nora Lindahl, velocista svedese
- 2004 - Pablo Viudez, calciatore uruguaiano
- 2005 - Shuichiro Shigeno, snowboarder giapponese
- 2006 - Bassala Bagayoko, cestista maliano
- 2006 - Sallieu Bah, calciatore sierraleonese

## Senza anno specificato(1)
- Hannah Webster Foster, scrittrice statunitense († 1840)